# Bryan Hudson
Bryan Michael Hudson (Godfrey, Illinois, 8 de mayo de 1997), más conocido como Bryan Hudson, es un jugador profesional estadounidense de béisbol que se desempeña en la posición de lanzador en Milwaukee Brewers, equipo de las Grandes Ligas de Béisbol (MLB).

## Carrera
Hudson hizo su debut en la MLB con el equipo Los Angeles Dodgers, en el cual jugó una temporada (2023), después pasó a Milwaukee Brewers, donde lleva jugando una temporada.